# Xuecheng
Der Stadtbezirk Xuecheng (chinesisch 薛城区, Pinyin Xuēchéng Qū) gehört zum Verwaltungsgebiet der bezirksfreien Stadt Zaozhuang im Süden der Provinz Shandong, Volksrepublik China. Er hat eine Fläche von 507,8 km² und zählt 481.450 Einwohner (Stand: Zensus 2010).

## Administrative Gliederung
Auf Gemeindeebene setzt sich der Stadtbezirk aus drei Straßenvierteln und sechs Großgemeinden zusammen. 

## Persönlichkeiten
- Liu Qing (* 1986), Mittelstreckenläuferin